# Sant Pere de la Portella
|  | No s'ha de confondre amb Monestir de Sant Pere de la Portella. |

Sant Pere de la Portella és una església del municipi de la Portella (Segrià) del segle xviii, declarada Bé Cultural d'Interès Local.

## Edifici
Es tracta d'una església de planta de creu llatina, d'una sola nau amb capelles laterals, amb el transsepte abans de la capçalera de forma quadrangular que acull l'altar major. La coberta és de volta de creueria amb llunetes. La volta arrenca d'una imposta estriada que recorre les parets de l'església.
S'hi accedeix per un cancell que dona pas a la porta d'arc de mig punt. A ambdós costats de la nau hi ha dues capelles de petites dimensions. Les del cantó dret estan cobertes parcialment amb volta de creueria. A dreta i esquerra hi ha dues estances que s'usen com a sagristia.
L'edifici des de l'exterior presenta tres cossos. El primer està format per la façana rematada per un gran campanar de cadireta de dos pisos, cinc ulls i quatre campanes. El segon cos és allargassat i més baix és el que conforma la nau. Aquesta és coberta a dues vessants. El tercer cos està format pel transsepte i l'absis.
La façana és bastida amb carreus de pedra local i és molt sòbria, ja que no presenta ornamentació de cap tipus. Als laterals podem veure a la part baixa l'aparell original, fet de carreus de pedra en filades més o menys uniformes, que continua amb maons.
La portada de l'església és d'estil classicitzant, amb arc de mig punt i emmarcada amb dues columnes que sustenten un entaulament rematat amb una fornícula decorada amb fronton triangular. Al damunt hi ha un ocul amb decoració vegetal de pedra calada.
L'església ha estat molt transformada, queda ben palès tant a l'interior com a l'exterior, i presenta un estat de conservació deficient.

## Història
Fou construïda mitjançant l'ajut de tot el poble i aportacions voluntàries. No es coneixen gaires referències històriques d'aquesta església. A més, el fet que existeixi una església anomenada Sant Pere de la Portella al municipi de la Quar (Berguedà), complica una mica més les coses.
A la Gran Geografia Comarcal de Catalunya de Josep Lladonosa, publicada l'any 1983 trobem el següent: «El poble de la Portella és una antiga vila closa que s'agrupa a l'entorn de l'església parroquial de Sant Pere, molt transformada al segle xvi. A la façana hi ha un òcul gòtic i un portal plateresc».
D'altra banda, a la referència cadastral de l'església hi consta el 1717 com a data de construcció de l'edifici. Al llibre de visites pastorals núm. 112, de 1758, conservat a l'Arxiu Diocesà d'Urgell recull una breu descripció dels elements que integren l'església de la Sant Pere de la Portella.
Malgrat no sabem del cert quan fou construïda aquesta església, pel seu estil clarament barroc podem datar-la a inicis del segle xviii.
Actualment aquesta església desenvolupa les funcions pròpies d'una església parroquial.